# 666 파크 애비뉴
666 파크 애비뉴(666 Park Avenue)는 2012년 9월 30일부터 2013년 7월 13일까지 ABC에서 방영된 텔레비전 드라마이다.

## 캐스트
- 레이철 테일러 - Jane Van Veen
- 데이브 애나블 - Henry Martin
- 로버트 버클리 - Brian Leonard
- 메르세데스 마손 - Louise Leonard
- 에릭 팔라디노 - Tony DeMeo
- 헬레나 맛손 - Alexis Blume
- 서맨사 로건 - Nona Clark
- 버네사 윌리엄스 - Olivia Doran
- 테리 오퀸 - Gavin Doran